# Lubok Pusaka
Lubok Pusaka is een bestuurslaag in het regentschap Aceh Utara van de provincie Atjeh, Indonesië. Lubok Pusaka telt 2099 inwoners (volkstelling 2010).